# Strikers 1945
Strikers 1945 è un videogioco arcade del genere sparatutto a scorrimento prodotto nel 1995 da Psikyo. Convertito l'anno successivo per Sega Saturn e PlayStation, il gioco ha ricevuto un seguito nel 1997 dal titolo Strikers 1945 II, entrambi inclusi nella raccolta 1945 I & II: The Arcade Games per PlayStation 2.